# Édouard et ses filles
Édouard et ses filles est une mini-série française en 6 épisodes réalisée par Michel Lang et diffusée en 1990.

## Synopsis
Édouard Demond (Pierre Mondy) est patron d'une importante agence de publicité. Père de six filles qu'il a élevées seul avec l'aide de sa sœur (Annick Allières) depuis la mort de sa femme, il n'a jamais osé leur avouer les sentiments amoureux qui le lient à Barbara (Sydne Rome), directrice d'une galerie d'art. Arrivé en retard à son bureau après avoir déposé ses filles, il voit un projet de campagne publicitaire refusé par un de ses plus gros clients, Antoine Di Marco (Gabriele Ferzetti).

## Fiche technique
- Titre : Édouard et ses filles
- Réalisateur : Michel Lang
- Musique : Vladimir Cosma
- Pays : France, Belgique, Italie
- Genre : comédie
- Durée : 6 épisodes de 52 minutes
- Tournage : 1989
- Date de diffusion : 1990
- Tous publics

## Distribution
- Pierre Mondy : Édouard Demond
- Vanessa Guedj : Amandine
- Valérie Karsenti : Anne
- Sydne Rome : Barbara
- Nathalie Auffret : Alice
- Annick Allières : Tante Marie
- Christian Charmetant : Didier Chauffour
- Franck Dubosc : Francois
- Élie Semoun : Bertrand
- Laurence Badie : Sylvie
- Sophie Carle : Adèle
- Christine Lemler : Agathe
- Gabriele Ferzetti : Antoine Di Marco
- Mike Marshall : Axel De Suzet
- Gustave Parking : Hubert
- Nathalie Mazeas : Nora
- Terence Leroy-Beaulieu : Christophe Di Marco
- Sarah Vanikoff : Angèle
- Gérard Loussine : Blaise